# Río Amarguillo
El Amarguillo es un río del centro de la península ibérica, afluente del río Gigüela, tributario a su vez del río Guadiana. Tiene una longitud de 53,9 km y drena una cuenca de 485,2 km².

## Curso
Nace en la sierra de la Calderina, perteneciente a los Montes de Toledo, y casi todo su curso queda comprendido dentro de la provincia de Toledo. El río comienza más exactamente cerca de Morrón Grande (1203 m s. n. m.), uno de los picos más altos de la zona, y desde ahí atraviesa las localidades de Urda, Consuegra, Madridejos, Camuñas y Villafranca de los Caballeros.

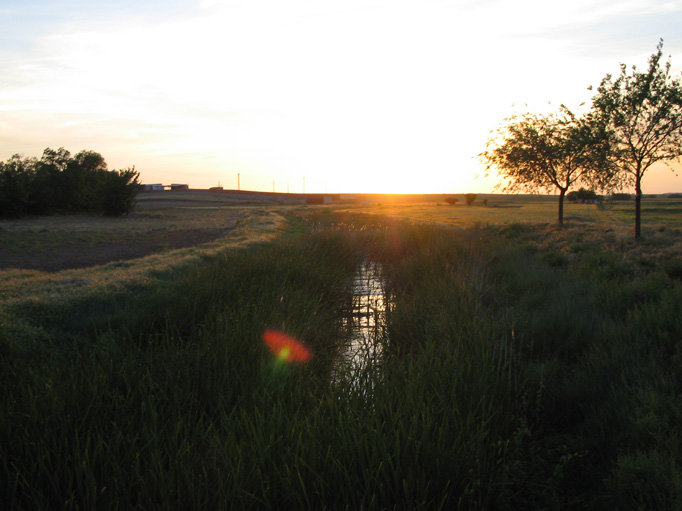
El río Amarguillo a su paso por Camuñas

En su último tramo ingresa a la provincia de Ciudad Real, pasando cerca de Herencia antes de desembocar en el río Gigüela, ya en el término municipal de Alcázar de San Juan (Ciudad Real), a escasos metros de las Tablillas del Záncara, donde también desemboca el río Záncara.

## Régimen fluvial
El río se seca completamente en verano en los municipios de Consuegra y Urda, pero más adelante, a causa del aporte de agua de otros arroyuelos, contiene un poco de agua semiestancada. No obstante, fue el causante de una gran inundación en Consuegra el 11 de septiembre de 1891, en la que perecieron 359 personas y que hasta la fecha ha sido la mayor catástrofe natural de la provincia.

## Camino Natural del Río Amarguillo
El Camino Natural del Amarguillo se inicia en la localidad de Urda. Desde esta localidad se puede hacer un recorrido circular de 12,8 km que lleva al nacimiento.
En total son 69 km que incluyen 5 poblaciones de Toledo (Urda, Consuegra, Madridejos, Camuñas y Villafranca de los Caballeros) y 1 de Ciudad Real (Herencia)
El perfil del itinerario es extremadamente plano. Atraviesa una gran depresión manchega donde abundan los complejos lagunares. En patrimonio militar destaca el castillo de Consuegra.

El recorrido cuenta con un rico patrimonio religioso donde abundan las ermitas y santuarios. Un importante listado de museos etnográficos nos ofrece una rica información de las costumbres y tradiciones de la comarca.
Destaca también la presa romana de Consuegra, alguna necrópolis ibera y algún rollo de justicia. Los molinos de viento son omnipresentes en el camino.
Son varios los caminos y senderos que se cruzan o recorren. Algunos por su importancia son: Camino del Quijote, Cañada Real Soriana Oriental, Camino Natural del Guadiana, Camino Natural del Río Gigüela, Camino Natural del Záncara.
Forma parte de la Red Integral de Caminos de Agua de Castilla-La Mancha (RICA-CLM) formada por el Programa “Caminos de Agua” que describe itinerarios culturales a lo largo de ríos secundarios de la región manchega.